# オーガスタ・オブ・ケンブリッジ
オーガスタ・オブ・ケンブリッジ（Princess Augusta of Cambridge, 1822年7月19日 - 1916年12月5日）は、メクレンブルク＝シュトレーリッツ大公フリードリヒ・ヴィルヘルムの妃。
ドイツ語名はアウグスタ・カロリーネ・フォン・グロスブリタンニエン（Prinzessin Augusta Karoline von Großbritannien, Irland und Hannover）。

## 生涯
オーガスタは、ケンブリッジ公アドルファス（ジョージ3世の七男）と妃オーガスタの長女として、ハノーファーで生まれた。洗礼名は、オーガスタ・キャロライン・シャーロット・エリザベス・メアリー・ソフィア・ルイーズ（英語: Augusta Caroline Charlotte Elizabeth Mary Sophia Louise）。父がハノーファー王国副王であったため、幼年時代をハノーファーで暮らした。
1843年6月28日、母方の従兄にあたるメクレンブルク＝シュヴェリーン大公子フリードリヒ・ヴィルヘルムとバッキンガム宮殿で結婚した。2子をもうけたが、成人したのはアドルフ・フリードリヒ（1848年 - 1914年）だけであった。
オーガスタは一生のほとんどをドイツで暮らしながらも、イギリス王室との仲は密接であった。母のケンブリッジ公妃存命中は、ケンジントン宮殿にある彼女の住まいをたびたび訪問していた。
1889年に母オーガスタ妃が死ぬと、オーガスタはバッキンガム門周辺に家を求め、老齢となって外国旅行が困難になるまで、一年の数か月をそこで暮らした。 
エドワード7世とアレクサンドラ妃の戴冠式の行われた1901年、第15代ノーフォーク公ヘンリー・フィッツアラン＝ハワードは、オーガスタを服装とエチケット担当に任命した。これは、オーガスタがウィリアム4世とアデレード妃の戴冠式に9歳で出席し、新王妃の手にキスをしたという経験を買ってのものであった。また、彼女は細部が記録に書き残されなかった、従姉ヴィクトリア女王の戴冠式にも16歳の時に出席している。 
オーガスタは、姪メアリー・オブ・テックと非常に親しかったが、老齢のためにウェストミンスター寺院で1911年6月22日に行われたジョージ5世とメアリーの戴冠式には出席できなかった。
第一次世界大戦が勃発すると、イギリス政府は、オーガスタ大公妃がイギリス王家の一員として受け取っていた歳費を停止した。大戦中、姪メアリー王妃と、ドイツに暮らすオーガスタとの手紙のやりとりは、中立国のスウェーデン大使館を通して行われた。
老女らしく、オーガスタは意地悪な一面で知られていた。エドワード7世の末娘モードがノルウェー王妃となると、オーガスタはモードに「大変革の王座についた王妃」と言ったといわれる。また、従姉ヴィクトリア女王の在位50周年祝賀式典の最中に、祝福される中で女王が馬車の中に座っていたことから、「なぜ女王は道ばたで神に感謝しないの？」と大声で言ったという。
オーガスタは、ノイシュトレーリッツで亡くなり、ミローに葬られた。彼女はジョージ3世の孫たちの中で最も長命であり、イギリスのハノーヴァー王家の最後の生き残りであった。

## 子女
夫のメクレンブルク＝シュヴェリーン大公フリードリヒ・ヴィルヘルムとの間には以下の子をもうけた。
- 男子 （1845年1月13日） - 出生日に死去
- アドルフ・フリードリヒ・アウグスト・ヴィクトル・エルンスト・アーダルベルト・グスタフ・ヴィルヘルム・ヴェリンクトン （1848年 - 1914年） - メクレンブルク＝シュトレーリッツ大公